# Sipaneopsis pacimonensis
Sipaneopsis pacimonensis är en måreväxtart som beskrevs av Julian Alfred Steyermark. Sipaneopsis pacimonensis ingår i släktet Sipaneopsis och familjen måreväxter. Inga underarter finns listade i Catalogue of Life.